# Petrov nad Desnou
Petrov nad Desnou là một làng thuộc huyện Šumperk, vùng Olomoucký, Cộng hòa Séc.